# Bystry Potok (dopływ Szrenickiego Potoku)
Bystry Potok (Bystroń; niem. Obere Kochel) – potok górski, prawy dopływ Szrenickiego Potoku o długości około 2,0 km.
Potok płynie w Sudetach Zachodnich, w Karkonoszach, w woj. dolnośląskim, na terenie Karkonoskiego Parku Narodowego. Jego źródła położone są na wysokości około 1260 m n.p.m., w środkowej części zbocza Łabskiego Kotła. Potok w całym swoim biegu płynie łagodnie opadającą, wąską doliną, porośniętą lasem regla górnego, w kierunku północno-zachodnim do Szrenickiego Potoku, do którego wpada na wysokości ok. 840 m n.p.m. Odprowadza wody z Łabskiego Kotła. 
Potok o kamienistym korycie, dziki, nieuregulowany, o wartkim prądzie w okresach wzmożonych opadów i wiosennych roztopów. Płynie po granicie i jego zwietrzelinie. Dopływy potoku stanowią małe strumienie bez nazwy.
W środkowym biegu potok przecina niebieski szlak turystyczny prowadzący od Wodospadu Szklarki do Schroniska „Pod Łabskim Szczytem”